# Carl Devrient

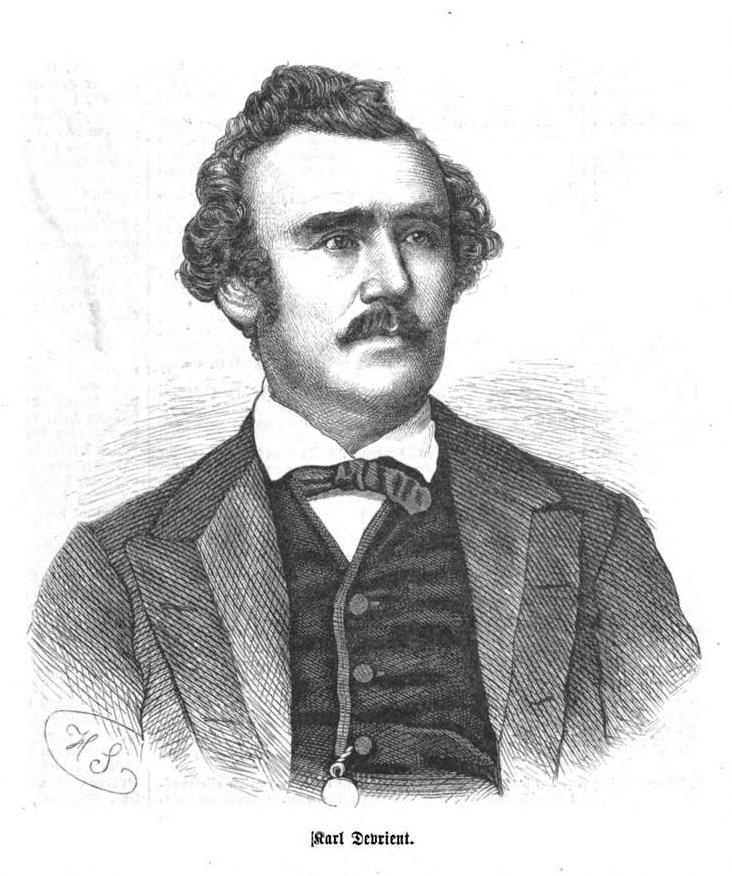
Der Schauspieler Carl Devrient. Zeichnung von Hermann Scherenberg.

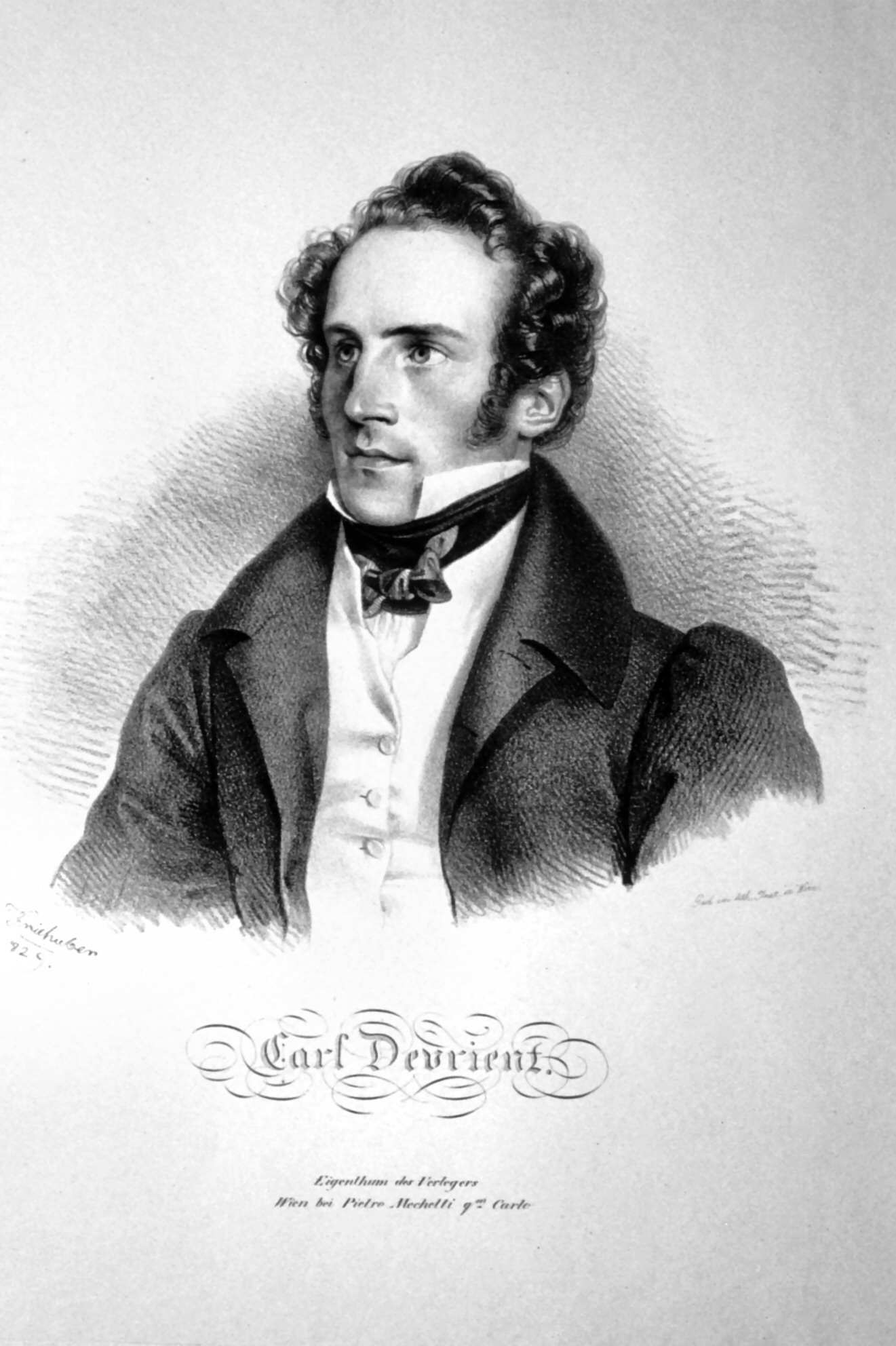
Carl Devrient, Lithographie von Josef Kriehuber, 1829

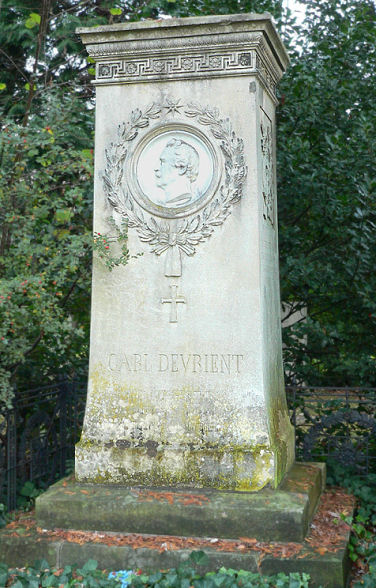
Grabmal auf dem Friedhof Engesohde

Carl August Devrient, eigentlich Carl De Vrient, auch Karl Devrient (* 5. April 1797 in Berlin; † 3. August 1872 in Lauterberg im Harz) war ein deutscher Theaterschauspieler.

## Leben und Wirken
Devrient war der älteste Sohn des Berliner Seidenhändlers Tobias Philipp De Vrient. Sein Vater sah für ihn wie für seine Brüder Eduard Devrient und Gustav Emil Devrient eine kaufmännische Laufbahn vor. Der Schauspieler Ludwig Devrient war sein Onkel.
Nach dem Besuch des Gymnasiums zum Grauen Kloster meldete sich Devrient als Freiwilliger in Colombs Husarenregiment. Er kämpfte 1815 als Siebzehnjähriger in der Schlacht bei Waterloo gegen Napoléons Truppen. Dabei verlor er einen Finger an der rechten Hand. Devrient übernahm 1817 einen chemischen Betrieb eines anderen Onkels in Zwickau und arbeitete zeitweise in Berlin. Mit Hilfe seines Onkels erhielt er sein erstes Engagement in Braunschweig. Am 28. Juli 1819 debütierte Devrient in Friedrich Schillers Wilhelm Tell. Seine Laufbahn führte ihn von Braunschweig nach Dresden. Hier heiratete Devrient 1823 die damals achtzehnjährige Opernsängerin Wilhelmine Schröder-Devrient. Sein Sohn Friedrich wurde 1827 in Dresden geboren, mit ihm spielte Devrient häufig gemeinsam. 1828 ließ er sich von Wilhelmine scheiden; sie arbeiteten aber bis 1834 weiterhin zusammen.
Nach Gastspielreisen nach Budapest und Sankt Petersburg verblieb er eine Weile in Paris zwecks Studiums der französischen Theaterszene. Es folgten feste Engagements in Karlsruhe und schließlich im Jahre 1839 in Hannover. Hier wirkte der Heldendarsteller 33 Jahre am Hoftheater. Zu Beginn seiner Karriere spielte er jugendliche Helden und Liebhaber, später Charakterrollen wie König Lear oder Wallenstein. Er war berüchtigt für seine Temperamentsausbrüche, aber von seiner Lokalberühmtheit profitierten sowohl das Theater als auch der Schauspieler, sodass man zusammenblieb.
Devrient wurde 1844 in der Loge Zur Ceder in Hannover in den Freimaurerbund aufgenommen.
1855 heiratete er die Sängerin und Schauspielerin Johanna Block. Aus dieser Ehe stammt sein Sohn Max Devrient, der ebenfalls Schauspieler wurde.
Der Hofschauspieler wurde laut dem Adressbuch der Königlichen Haupt- und Residenzstadt Hannover für 1866 mit der Goldenen Ehrenmedaille für Kunst und Wissenschaft ausgezeichnet.
1869 erhielt er die Ehrenbürgerwürde der Stadt Hannover verliehen. Devrient starb 1872 während eines Kuraufenthaltes nach einem Schlaganfall in Lauterberg im Harz.

## Ehrengrab
Das Ehrengrab von Carl Devrient findet sich auf dem Stadtfriedhof Engesohde in Hannover, Abteilung 12, Grabnummer 1 a- b.